# 国际鸟类学会代表大会
国际鸟类学会代表大会是最早和最大的鸟类学家会议。它是由一批约200名鸟类学家组成的国际鸟类学委员会所组织，并出版每次的会议记录。
第一次会议于1884年召开，之后以不定期形式举办，直到1926年开始每4年举行一次，除却两次因第二次世界大战停办。

## 历届会议地点
- 1884年-奥地利维也纳
- 1891年-匈牙利布达佩斯
- 1900年-法国巴黎
- 1905年-英国伦敦
- 1910年-德国柏林
- 1926年-丹麦哥本哈根
- 1930年-荷兰阿姆斯特丹
- 1934年-英国牛津
- 1938年-法国鲁昂
- 1950年-瑞典乌普萨拉
- 1954年-瑞士巴塞尔
- 1958年-芬兰赫尔辛基
- 1962年-美国伊萨卡
- 1966年-英国牛津
- 1970年-荷兰海牙
- 1974年-澳大利亚堪培拉
- 1978年-德国柏林
- 1982年-俄罗斯莫斯科
- 1986年-加拿大渥太华
- 1990年-新西兰克赖斯特彻奇
- 1994年-奥地利维也纳
- 1998年-南非德班
- 2002年-中国北京
- 2006年-德国汉堡
- 2010年-巴西坎普斯-杜若尔当
- 2014年-日本东京
- 2018年-加拿大温哥华
- 2022年-南非德班